# 製表鍵

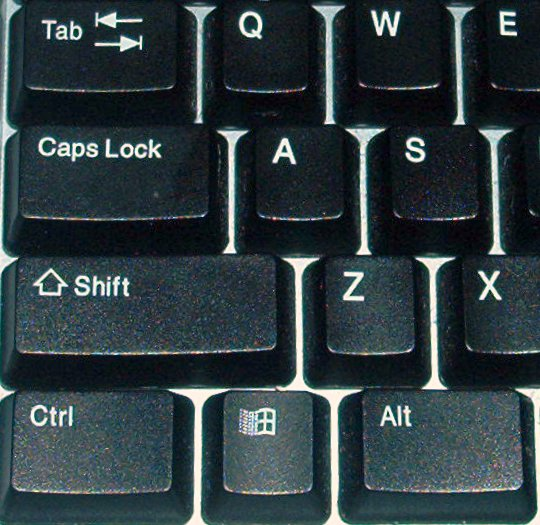
在標準Windows 鍵盤上的Tab鍵（左上角）

在电脑键盘上，Tab鍵（製表鍵（tabulator key）或表格鍵（tabular key）的縮寫）用以將游標推進到下一個定位點上。
「Tab」一詞由英文「tabulate」衍生而來，意思是「以表格、或表格形式排列資料」。在打字機上如果要輸入一份文字或數字表格，必須不斷使用空白鍵以及Backspace鍵，不僅重複也十分費時。為了簡化這道程序，人們發明了可移動的槓桿，藉由在橫桿上移動而在頁面不同位置輸入。一開始這些機關必須手動設定，但不久便有了「Tab set」（設定Tab）與「tab clear」（清除Tab）按鍵。當Tab鍵彈起，打字機的滑動架便會推進到下一個定位點（tab stop），而這些定位點便對應到目前表格（即tab）的特定欄位位置。Tab機制也成為一種快速且一致統一縮排各段落首行的方式。
在許多程式語言中可以使用逸脫字元\t插入一個定位字元。

## 用途
在文書處理程式中，Tab鍵通常用以將游標推進到下一個定位點上。在其他圖形應用程式（GUI）中，Tab鍵會將輸入焦點移到下一個控制項。

## 定位字元
ASCII包含許多用以對齊文字的定位用控制字元。最知名、也最常見的定位字元是水平定位（HT），於ASCII中數字代碼為十進位的9，也可以以Ctrl+I或^I表示。在ASCII中也存在著垂直定位（VT），並以數字代碼11（Ctrl+K或^K）表示。在EBCDIC中水平定位的代碼則為5，而垂直定位與ASCII一樣為11。通常標準鍵盤的Tab鍵產生的都是水平定位字元。水平定位字元在Unicode中是U+0009。
最初印表機以機械式的定位點指示Tab的方向：水平定位使用一列可移動的金屬叉，垂直定位使用一環與頁面等寬的打孔聚酯膠片。一開始這些機械點以人工設定，以符合載入印表機的預印格式。後來則以預程式化印表機為導向，使用控制字元來設定與清除定位字元：ISO 6429包含控制代碼136（水平設定表格定位）、137（水平設定表格切齊定位）、與138（垂直設定表格定位）。
實務上，可設定的定位點很快地就被固定定位點取代了，不成文的以水平8個字元、垂直6行（通常為1英吋）作為單位。列印程式能輕易的送出必要的空白或換行符號以移動到表單的任何位置，而這種定位的方式遠比具有特定模式且不具標準的方式來得可靠。定位字元於是成了資料壓縮的一種方式。
雖然5個字元為半英吋、且當時段落縮排十分常見，但受限於當時的數位電子產品，最終還是演化為以8個字元為定位單位，因為在二進位中計算較為容易。

## 定位字元分隔值（TSV）
定位字元分隔值（TSV，也有用 .tab 作为扩展名）是種常見的不成文標準，用以匯入或匯出資料庫或試算表欄位值。以定位字元分隔的文字通常能在貼進文書處理程式後，輕易地轉換成表格。定位字元分隔值也常與另一種慣用標準逗號分隔值（CSV）相提並論。
Gopher功能表以定位字元分隔值指示選擇子（selector）。

## 外部連結
- Jamie Zawinski. Tabs versus Spaces: An Eternal Holy War（页面存档备份，存于）（英文）
- Adam Spiers. Why I prefer no tabs in source code（页面存档备份，存于）（英文）
- Why I love having tabs in source code（英文）
- Elastic tabstops - the solution to the tabs-versus-spaces issue（页面存档备份，存于）（英文）